# As (mince)

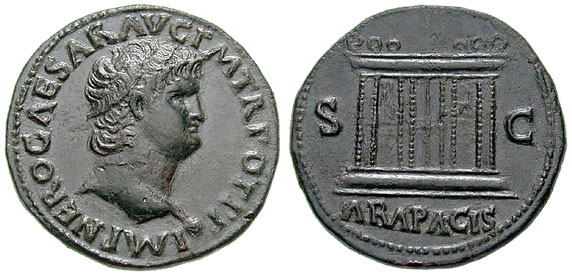
As z období císaře Nerona

As byl starověké římské platidlo, později mince.
Například za vlády Marka Aurelia (2. stol. n. l.) platil poměr: 1 aureus = 25 denárů = 100 sesterciů = 400 asů.

## Historie
Ve 4. století př. n. l. na území Říma postupně mizí směnný obchod a platby dobytkem (dobytek, stádo = pecus, z toho vyplývá pecunia = peníze, jmění). Objevují se bronzové slitky o váze 5 asů s vyraženými obrazy býka (vepře, berana). Později se objevuje librální as (aes libralis) – základní jednotka o váze deseti uncí (římská unce (uncia) = 27,25 g) což je 272 gramů bronzové slitiny, dělí se na menší jednotky („slitky“) s vyraženými obrazy božstev.

### První skutečné mince
- cca 280 př. n. l. podle řecké ražby z jižní Itálie
- cca 269 př. n. l. – stříbrné sestercie a denáry

### Pokles hodnoty měny
- 3. století př. n. l. váží librální as 109 g (stříbrný sestercius = 2 asy)
- 2. století př. n. l. váží librální as 27,25 g a přejmenovává se na as unciální (stříbrný sestercius = 4 asy)
- roku 15 př. n. l. váží as třetinu unce 9g -(mosazný sestercius, nummus = 4 asy)
- později se as razí z mědi

## Ceny v období principátu
(ceny jsou přibližné)
Gaius Iulius Caesar Octavianus, známější jako Augustus (63 př. n. l. až – 14 n. l.)
- 1 kg vepřového masa = 8 asů
- jeden králík = 8 asů
- 16 sextariů obilí (8,64l) = 12 asů
- jeden sextarius oleje (0,54 l) = 2 asy
- 3 libry chleba (1000 g) = 2 asy
- 5 vajec = 1 as
- deset litrů nekvalitního vína = 17 asů

- 4 asy = 1 sestercius
- denní plat dělníka = 12 asů, žold legionáře = 3600 asů za rok (10 asů za den)

Marcus Aurelius Antoninus Augustus, známější jako Marcus Aurelius (121 až 180)
- 1 kg vepřového masa = 28 asů
- 16 sextariů obilí (8,64 l) = 12 asů
- jeden sextarius oleje (0,54 l) = cca 8 asů
- 3 libry chleba (1000 g) = 10 asů
- deset litrů nekvalitního vína = 24 asů

- 4 asy = 1 sestercius
- denní plat dělníka = 12 až 24 asů, žold legionáře = 4800 asů za rok (13 asů za den)